# 大王油紋鱸
大王油紋鱸，為輻鰭魚綱鱸形目鱸亞目藍紋鱸科的其中一種，分布於中西大西洋巴哈馬群島及波多黎各海域，深度45-95公尺，為熱帶海水魚，體長可達2.5公分，棲息在礁石區底層水域，生活習性不明，可做為觀賞魚。

## 擴展閱讀
- 大王油紋鱸的图片